# Роблес, Эрик
Эрик Роблес (англ. Eric Robles) — американский аниматор, дизайнер, продюсер и режиссёр. Более известен как создатель мультсериалов «Фанбой и Чам Чам» и «Глюкотехники» для канала Nickelodeon.

## Биография и карьера
Эрик Роблес родился 9 мая 1976 года в Бербанке, штат Калифорния, США. Окончил Общественный колледж Глендейла. 
Эрик увлекался рисованием с самого детства, но во время учёбы в школе на уроках рисования имел лишь проблемы. Однако во время учёбы в колледже один из преподавателей увидел рисунки Эрика и отнёс их тому, кто помог устроить Роблеса на работу в индустрии анимации. Также Эрик вдохновлялся работами Тима Бёртона.
Роблес начал свою карьеру в 1995 году с мультсериала «Street Fighter», где выполнял должность ассистента продюсера. После него был дизайнером персонажей в таких проектах, как «Тунсильвания», «Ужасные приключения Билли и Мэнди», «Майя и Мигель» и «The X's».
После мультсериала «The X's» Роблес создал мультсериал «Фанбой и Чам Чам» для телеканала Nickelodeon, после создания пилотной серии «Fanboy» для «Random! Cartoons» в 2009 году. Мультсериал получил хорошие отзывы от зрителей, был продлён на два сезона.
После своего первого проекта Роблес совместно с Дэном Милано решил создать мультсериал «Глюкотехники», который был анонсирован в 2016 году. Изначально он был запланирован на 2018 год, а затем на 2019. Однако в начале 2019 года Nickelodeon уволил часть съёмочной группы мультсериала, из-за того, что компания сомневалась, будет ли мультсериал успешным, чтобы гарантировать его на второй сезон. Однако позже Роблес заявил, что проект не отменён. В итоге, в начале 2020 года мультсериал Роблеса и Милано перенесли на «Netflix» ввиду заключённой сделки между сервисом и Nickelodeon, и премьера состоялась 21 февраля 2020 года.
В июне 2020 года Роблес также поделился с фанатами своим очередным проектом, который разрабатывался в то же время, что и «Глюкотехники», но не был принят — «Footclan Origins», основанный на культовой франшизе «Черепашки-ниндзя» и включающий альтернативную историю, где Шреддер и Сплинтер встречаются как осиротевшие дети и создают Клан Фут.

### Личная жизнь
Женат, имеет сына.

## Фильмография
| Годы      | Название                                    | Примечания                                                               |
| --------- | ------------------------------------------- | ------------------------------------------------------------------------ |
| 1995-1996 | Street Fighter                              | ассистент продюсера                                                      |
| 1998      | Тунсильвания                                | дизайнер персонажей                                                      |
| 1998-1999 | RoboCop: Alpha Commando                     | оформитель персонажей                                                    |
| 2001      | Capertown Cops                              | сценарист                                                                |
| 2004      | Майя и Мигель                               | дизайнер персонажей                                                      |
| 2004-2005 | Ужасные приключения Билли и Мэнди           | дизайнер персонажей                                                      |
| 2005      | Pet Alien                                   | дизайнер персонажей                                                      |
| 2005-2006 | The X's                                     | дизайнер персонажей                                                      |
| 2007      | Random! Cartoons (пилотный эпизод «Fanboy») | создатель сценарист художник раскадровки дизайнер персонажей             |
| 2007-2008 | Ни Хао, Кай-Лан!                            | аниматор                                                                 |
| 2008      | Изменчивые басни: Черепаха против Зайца     | дизайнер персонажей                                                      |
| 2009-2014 | Фанбой и Чам Чам                            | создатель главный режиссёр дизайнер персонажей исполнительный сопродюсер |
| 2019      | Волшебный парк Джун                         | дизайнер персонажей                                                      |
| 2020      | Глюкотехники                                | соавтор исполнительный продюсер                                          |